# Medienjournalismus
Medienjournalismus thematisiert die Medien und insbesondere die Massenmedien (Presse, Hörfunk, Fernsehen und Internet) betreffende Sachverhalte, Voraussetzungen, Ereignisse, Entwicklungen usw. Er gehört zu dem Bereich des Fachjournalismus (in  Fachzeitschriften für Journalisten und Medienwissenschaftler; sowie auf Medienseiten in allgemeinen Printmedien und in seltenen Sendungen).

## Abgrenzung
Als „Kultur-“ bzw. „Medienkritiker“ bezeichnen sich Medienjournalisten, die  hauptsächlich Fernseh- und Kinospielfilme, Hörspiele oder sonstige Medienereignisse rezensieren. Mit dem Aufkommen von Weblogs ergab sich auch für Medienkritik und Medienjournalismus eine neue und zunehmend aufmerksamkeitsstarke Veröffentlichungsmöglichkeit. Unter den deutschsprachigen Weblogs mit dem Thema Medien sind das deutsche Bildblog, die Onlinemedien Übermedien und Medieninsider sowie das österreichische Blog Kobuk.at die bekanntesten. Solche thematischen Weblogs werden oft auch „Watchblogs“ genannt. Von Medienjournalismus ist „Medien-PR“ im Sinne von Public Relations von Medienunternehmen zu trennen.

## Geschichte
Die Geschichte des Medienjournalismus beginnt in Form von Kritiken an den Zeitungen. Diese wurden bereits im alten Rom von Politikern, Philosophen und Lesern veröffentlicht. Als Fachressort wurde der Medienjournalismus ab den 1920er Jahren in den Zeitungen begründet. Mit den neuen Medienformen Hörfunk und Fernsehen ergaben sich vielfältige Möglichkeiten für Medienkritik und eine größere Aufmerksamkeit einer breiteren Leserschaft. Neben der Kritik kam später die Hintergrundberichterstattung als weitere Funktion des Genres hinzu. Mit der Einführung der privaten Fernsehsender ab 1982 erlebte das Fachressort einen weiteren Boom. Die aktuellen Entwicklungen sind durch das Internet geprägt. Blogs und Homepages bieten Möglichkeiten für eine spezialisierte Berichterstattung.